# Rock Cup
Rock Cup är Gibraltars nationella cuptävling och har arrangeras av Gibraltars fotbollsförbund sedan 1895. 2014 var första säsongen som innebar för cupvinnaren en plats i första kvalomgången i Europa League 2014/2015, Lincoln vann upplagen den säsongen men då laget redan var kvalificerad för första kvalomgången i Champions League 2014/2015 så gavs platsen i Europa League-kvalet till finalisten, i detta fallet College Europa (2016 omdöpt till Europa FC).

## Format
I cupen deltar alla lag som är anslutna till  Gibraltar Football Association och cupen spelas som ett rent utslagsspel.
2014 var Uefa-presidenten Michel Platini på plats i finalen för att överlämna trofén till vinnarna.

## Lista över vinnare
Följande lag har vunnit cupen.
Merchants Cup
- 1895 – Gibraltar FC
- 1897 – Jubilee
- 1898 – Jubilee
- 1899 – Albion
- 1900 – Exiles
- 1901 – Prince of Wales
- 1902 – Exiles
- 1903 – Prince of Wales
- 1904 – Prince of Wales
- 1905 – Athletic
- 1906 – Prince of Wales
- 1908 – Britannia XI
- 1927 – Europa

Senior Cup
- 1949 – Gibraltar United
- 1952 – Britannia XI
- 1954 – Britannia XI
- 1955 – Gibraltar United
- 1956 – St Joseph's
- 1957 – Britannia XI
- 1958 – Europa
- 1959 – Europa
- 1960 – Gibraltar United

Rock Cup
- 1935/36 – HMS Hood
- 1936/37 – Britannia XI
- 1937/38 – Europa
- 1938/39 – 2nd Battalion The King's Regiment
- 1939/40 – Britannia XI
- 1940/41 – Spelades ej
- 1941/42 – AARA
- 1942/43 – Royal Air Force (New Camp)
- 1943/44 – 2nd Bn The Royal Scots Regt
- 1944/45 – Spelades ej
- 1945/46 – Europa
- 1946/47 – Gibraltar United
- 1947/48 – Britannia XI
- 1948/49 – Prince of Wales
- 1949/50 – Europa
- 1950/51 – Europa
- 1951/52 – Europa
- 1952-1955 – Okänt
- 1955/56 – St Joseph's
- 1956-1958 – Okänt
- 1958/59 – Gibraltar United
- 1959-1973 – Okänt
- 1973/74 – Manchester United Reserv
- 1974/75 – Glacis United
- 1975/76 – 2nd Battalion Royal Green Jackets
- 1976/77 – Manchester United
- 1977/78 – Okänt
- 1978/79 – St Joseph's
- 1979/80 – Manchester United
- 1980/81 – Glacis United
- 1981/82 – Glacis United
- 1982/83 – St Joseph's
- 1983/84 – St Joseph's
- 1984/85 – St Joseph's
- 1985/86 – Lincoln Red Imps
- 1986/87 – St Joseph's
- 1987/88 – Royal Air Force Gibraltar
- 1988/89 – Lincoln Reliance
- 1989/90 – Lincoln Red Imps
- 1990/91 – Okänt
- 1991/92 – St Joseph's
- 1992/93 – Lincoln Red Imps
- 1993/94 – Lincoln Red Imps
- 1994/95 – St Theresa's
- 1995/96 – St Joseph's
- 1996/97 – Glacis United
- 1997/98 – Glacis United
- 1998/99 – Gibraltar United
- 1999/00 – Gibraltar United
- 2000/01 – Gibraltar United
- 2001/02 – Lincoln Red Imps
- 2002/03 – Manchester United
- 2003/04 – Newcastle[b]
- 2004/05 – Newcastle[b]
- 2005/06 – Newcastle[b]
- 2006/07 – Newcastle[b]
- 2007/08 – Lincoln Red Imps
- 2008/09 – Lincoln Red Imps
- 2009/10 – Lincoln Red Imps
- 2010/11 – Lincoln Red Imps
- 2011/12 – St Joseph's
- 2013 – St Joseph's
- 2014 – Lincoln Red Imps
- 2015 – Lincoln Red Imps
- 2016 – Lincoln Red Imps
- 2017 – Europa
- 2018 – Europa
- 2019 – Europa
- 2020 – Inställd[c]
- 2021 – Lincoln Red Imps
- 2022 – Lincoln Red Imps
- 2023 –

## Anmärkningslista
1. ↑  Även kallad Senior Challenge Cup.
2. 1 2 3 4  Newcastle var ett tillfälligt namn för Lincoln Red Imps.
3. ↑  Inställd på grund av coronaviruspandemin.